# Гангрский, Юрий Петрович
Юрий Петрович Гангрский (1932—2013) — советский и российский физик, доктор физико-математических наук, профессор, лауреат Государственной премии СССР (1968), ведущий научный сотрудник ОИЯИ.

## Биография
Родился 15.02.1932 г. в Ленинграде.
Окончил Ленинградский политехнический институт (1955).
В 1955—1965 гг. младший научный сотрудник Ленинградского физико-технического института им. А. Ф. Иоффе.
С 1965 г. старший научный сотрудник, начальник отдела, ведущий научный сотрудник, главный научный сотрудник Лаборатории ядерных реакций ОИЯИ.
Доктор физико-математических наук (1978). Профессор МГУ и МИФИ (звание профессора присвоено в 1990 г.).
Специалист в области изучения свойств атомных ядер. Руководил работами по исследованию спонтанно-делящихся изомеров, а также изомеров, образующихся в фотоядерных реакциях, созданием на основе прецизионного лазерного спектрометра экспериментальной установкипо изучению структуры ядер.
Соавтор книг:
- Регистрация и спектрометрия осколков деления / Ю. П. Гангрский, Б. Н. Марков, В. П. Перелыгин. — Москва: Энергоиздат, 1981. — 224 с. : ил., табл. — Библиогр.: с.
- Регистрация и спектрометрия осколков деления / Ю. П. Гангрский, Б. Н. Марков, В. П. Перелыгин. — 2-е изд., перераб. — М. : Энергоатомиздат, 1992. — 311,[2] с. : ил.; 21 см; ISBN 5-283-03972-2

Государственная премия 1968 года (в составе коллектива) — за цикл работ по исследованию кулоновского возбуждения ядер (1956—1966). Почётный работник науки МНР.
Награждён медалями «За доблестный труд. В ознаменование 100-летия со дня рождения В. И. Ленина», «В память 850-летия Москвы», медалью Р. Этвеша (ВНР).
Умер 28 июля 2013 г. после тяжелой продолжительной болезни.
Семья: жена, двое детей.